# Reprezentacja Japonii na Mistrzostwach Świata w Narciarstwie Klasycznym 2013
Reprezentacja Japonii na Mistrzostwach Świata w Narciarstwie Klasycznym 2013 – grupa zawodników i zawodniczek, wybranych do reprezentowania Japonii na Mistrzostwach Świata w Narciarstwie Klasycznym 2013 w Val di Fiemme.

## Zdobyte medale
| Medal  | Zawodnik                                        | Dyscyplina        | Konkurencja                          | Data       |
| ------ | ----------------------------------------------- | ----------------- | ------------------------------------ | ---------- |
| Złoto  | Yūki Itō Daiki Itō Sara Takanashi Taku Takeuchi | Skoki narciarskie | konkurs drużyn mieszanych            | 24.02.2013 |
| Srebro | Sara Takanashi                                  | Skoki narciarskie | konkurs indywidualny kobiet (HS 106) | 22.02.2013 |

## Wyniki reprezentantów Japonii

### Biegi narciarskie
| Data       | Konkurencja                               | Zawodnik          | Kwalifikacje | Kwalifikacje | Kwalifikacje | Ćwierćfinał | Ćwierćfinał | Ćwierćfinał | Półfinał | Półfinał | Półfinał | Finał     | Finał   | Źródła |
| Data       | Konkurencja                               | Zawodnik          | Czas         | Miejsce      | Miejsce      | Czas        | Miejsce     | Miejsce     | Czas     | Miejsce  | Miejsce  | Czas      | Miejsce | Źródła |
| ---------- | ----------------------------------------- | ----------------- | ------------ | ------------ | ------------ | ----------- | ----------- | ----------- | -------- | -------- | -------- | --------- | ------- | ------ |
| 21.02.2013 | sprint mężczyzn techniką klasyczną        | Yūichi Onda       | 3:35.95      | 20.          | Q            |             | 19.         | nq          | NQ       | NQ       | NQ       | NQ        | NQ      | [ 1 ]  |
| 21.02.2013 | sprint mężczyzn techniką klasyczną        | Hiroyuki Miyazawa | 3:36.02      | 22.          | Q            |             | 24.         | nq          | NQ       | NQ       | NQ       | NQ        | NQ      | [ 1 ]  |
| 23.02.2013 | bieg łączony kobiet na 15 km              | Masako Ishida     | —            | —            | —            | —           | —           | —           | —        | —        | —        | 40:11.9   | 10.     | [ 2 ]  |
| 23.02.2013 | bieg łączony kobiet na 15 km              | Yuki Kobayashi    | —            | —            | —            | —           | —           | —           | —        | —        | —        | 43:26.1   | 44.     | [ 2 ]  |
| 23.02.2013 | bieg łączony mężczyzn na 30 km            | Keishin Yoshida   | —            | —            | —            | —           | —           | —           | —        | —        | —        | 1:13:36.1 | 22.     | [ 3 ]  |
| 23.02.2013 | bieg łączony mężczyzn na 30 km            | Akira Lenting     | —            | —            | —            | —           | —           | —           | —        | —        | —        | 1:16:24.1 | 44.     | [ 3 ]  |
| 26.02.2013 | bieg na 10 km kobiet techniką dowolną     | Yuki Kobayashi    | –            | –            | PQ           | —           | —           | —           | —        | —        | —        | 27:46.5   | 47.     | [ 4 ]  |
| 26.02.2013 | bieg na 15 km mężczyzn techniką dowolną   | Nobu Naruse       | –            | –            | PQ           | —           | —           | —           | —        | —        | —        | 38:40.2   | 54.     | [ 5 ]  |
| 26.02.2013 | bieg na 15 km mężczyzn techniką dowolną   | Akira Lenting     | –            | –            | PQ           | —           | —           | —           | —        | —        | —        | 39:48.2   | 70.     | [ 5 ]  |
| 02.03.2013 | bieg na 30 km kobiet techniką klasyczną   | Masako Ishida     | —            | —            | —            | —           | —           | —           | —        | —        | —        | 1:29:39.0 | 10.     | [ 6 ]  |
| 02.03.2013 | bieg na 30 km kobiet techniką klasyczną   | Yuki Kobayashi    | —            | —            | —            | —           | —           | —           | —        | —        | —        | 1:42:16.5 | 35.     | [ 6 ]  |
| 03.03.2013 | bieg na 50 km mężczyzn techniką klasyczną |                   | —            | —            | —            | —           | —           | —           | —        | —        | —        |           |         |        |
| 03.03.2013 | bieg na 50 km mężczyzn techniką klasyczną | —                 |              |              |              |             |             |             |          |          |          |           |         |        |

| Data       | Konkurencja                                | Zawodnik          | Półfinał       | Półfinał    | Półfinał | Półfinał | Finał          | Finał       | Miejsce | Źródła |
| Data       | Konkurencja                                | Zawodnik          | Czas zawodnika | Czas łączny | Miejsce  | Miejsce  | Czas zawodnika | Czas łączny | Miejsce | Źródła |
| ---------- | ------------------------------------------ | ----------------- | -------------- | ----------- | -------- | -------- | -------------- | ----------- | ------- | ------ |
| 24.02.2013 | sprint drużynowy mężczyzn techniką dowolną | Hiroyuki Miyazawa | 10:57.01       | 22:03.55    | 13.      | nq       | NQ             | NQ          | 13.     | [ 7 ]  |
| 24.02.2013 | sprint drużynowy mężczyzn techniką dowolną | Yūichi Onda       | 11:06.54       | 22:03.55    | 13.      | nq       | NQ             | NQ          | 13.     | [ 7 ]  |
| 01.03.2013 | sztafeta 4 x 10 km mężczyzn                | Hiroyuki Miyazawa | —              | —           | —        | —        | 27:16.7        | 1:42:31.4   | 8.      | [ 8 ]  |
| 01.03.2013 | sztafeta 4 x 10 km mężczyzn                | Keishin Yoshida   | —              | —           | —        | —        | 26:56.7        | 1:42:31.4   | 8.      | [ 8 ]  |
| 01.03.2013 | sztafeta 4 x 10 km mężczyzn                | Nobu Naruse       | —              | —           | —        | —        | 23:58.4        | 1:42:31.4   | 8.      | [ 8 ]  |
| 01.03.2013 | sztafeta 4 x 10 km mężczyzn                | Akira Lenting     | —              | —           | —        | —        | 24:19.6        | 1:42:31.4   | 8.      | [ 8 ]  |

### Skoki narciarskie
| Data                                   | Konkurencja                           | Zawodnik        | Kwalifikacje | Kwalifikacje | Kwalifikacje | Kwalifikacje | Seria 1   | Seria 1   | Seria 2   | Seria 2   | Nota łączna | Miejsce | Źródła        |
| Data                                   | Konkurencja                           | Zawodnik        | Odległość    | Nota         | Miejsce      | Miejsce      | Odległość | Nota      | Odległość | Nota      | Nota łączna | Miejsce | Źródła        |
| -------------------------------------- | ------------------------------------- | --------------- | ------------ | ------------ | ------------ | ------------ | --------- | --------- | --------- | --------- | ----------- | ------- | ------------- |
| 21.02.2013 (kwalifikacje) – 22.02.2013 | konkurs indywidualny kobiet           | Sara Takanashi  | —            | —            | —            | —            | 104,5 m   | 124.1 pkt | 103,0 m   | 126.9 pkt | 251.0 pkt   | 2.      | [ 9 ]         |
| 21.02.2013 (kwalifikacje) – 22.02.2013 | konkurs indywidualny kobiet           | Yūki Itō        | —            | —            | —            | —            | 90,5 m    | 95.5 pkt  | 91,0 m    | 98.8 pkt  | 194.3 pkt   | 20.     | [ 9 ]         |
| 21.02.2013 (kwalifikacje) – 22.02.2013 | konkurs indywidualny kobiet           | Misaki Shigeno  | —            | —            | —            | —            | 91,0 m    | 97.9 pkt  | 88,0 m    | 93.2 pkt  | 191.1 pkt   | 22.     | [ 9 ]         |
| 21.02.2013 (kwalifikacje) – 22.02.2013 | konkurs indywidualny kobiet           | Yurika Hirayama | —            | —            | —            | —            | 90,5 m    | 96.6 pkt  | 86,5 m    | 91.4 pkt  | 188.0 pkt   | 24.     | [ 9 ]         |
| 22.02.2013 (kwalifikacje) – 23.02.2013 | konkurs indywidualny mężczyzn (HS106) | Taku Takeuchi   | 102,5 m      | 120.7 pkt    | 2.           | Q            | 102,0 m   | 115.9 pkt | 98,0 m    | 122.1 pkt | 238.0 pkt   | 7.      | [ 10 ] [ 11 ] |
| 22.02.2013 (kwalifikacje) – 23.02.2013 | konkurs indywidualny mężczyzn (HS106) | Daiki Itō       | 100,5 m      | 114.4 pkt    | 9.           | Q            | 96,0 m    | 110.2 pkt | 96,5 m    | 120.4 pkt | 230.6 pkt   | 15.     | [ 10 ] [ 11 ] |
| 22.02.2013 (kwalifikacje) – 23.02.2013 | konkurs indywidualny mężczyzn (HS106) | Yūta Watase     | 100,0 m      | 113.1 pkt    | 12.          | Q            | 95,0 m    | 107.3 pkt | 95,5 m    | 116.7 pkt | 224.0 pkt   | 21.     | [ 10 ] [ 11 ] |
| 22.02.2013 (kwalifikacje) – 23.02.2013 | konkurs indywidualny mężczyzn (HS106) | Noriaki Kasai   | 97,5 m       | 110.7 pkt    | 18.          | Q            | 92,5 m    | 100.8 pkt | NQ        | NQ        | 100.8 pkt   | 35.     | [ 10 ] [ 11 ] |
| 27.02.2013 (kwalifikacje) – 28.02.2013 | konkurs indywidualny mężczyzn (HS134) | Taku Takeuchi   | 121,5 m      | 126.1 pkt    | 7.           | Q            | 126,0 m   | 132.7 pkt | 126,0 m   | 137.8 pkt | 270.5 pkt   | 17.     | [ 12 ] [ 13 ] |
| 27.02.2013 (kwalifikacje) – 28.02.2013 | konkurs indywidualny mężczyzn (HS134) | Daiki Itō       | 119,0 m      | 125.9 pkt    | 9.           | Q            | 127,5 m   | 135.4 pkt | 127,0 m   | 141.5 pkt | 276.9 pkt   | 10.     | [ 12 ] [ 13 ] |
| 27.02.2013 (kwalifikacje) – 28.02.2013 | konkurs indywidualny mężczyzn (HS134) | Yūta Watase     | 113,0 m      | 113.9 pkt    | 23.          | Q            | 119,0 m   | 119.6 pkt | NQ        | NQ        | 119.6 pkt   | 34.     | [ 12 ] [ 13 ] |
| 27.02.2013 (kwalifikacje) – 28.02.2013 | konkurs indywidualny mężczyzn (HS134) | Noriaki Kasai   | 120,0 m      | 126.0 pkt    | 8.           | Q            | 125,0 m   | 128.0 pkt | 125,0 m   | 135.7 pkt | 263.7 pkt   | 22.     | [ 12 ] [ 13 ] |

| Data       | Konkurencja                | Zawodnik       | Seria 1   | Seria 1   | Seria 1      | Seria 2   | Seria 2   | Seria 2      | Nota łączna | Miejsce | Źródła |
| Data       | Konkurencja                | Zawodnik       | Odległość | Nota      | Nota drużyny | Odległość | Nota      | Nota drużyny | Nota łączna | Miejsce | Źródła |
| ---------- | -------------------------- | -------------- | --------- | --------- | ------------ | --------- | --------- | ------------ | ----------- | ------- | ------ |
| 24.02.2013 | konkurs drużyn mieszanych  | Yūki Itō       | 90,0 m    | 108.1 pkt | 500.4 pkt    | 91,5 m    | 110.1 pkt | 510.6 pkt    | 1011.0 pkt  | 1.      | [ 14 ] |
| 24.02.2013 | konkurs drużyn mieszanych  | Daiki Itō      | 100,0 m   | 127.8 pkt | 500.4 pkt    | 100,0 m   | 131.3 pkt | 510.6 pkt    | 1011.0 pkt  | 1.      | [ 14 ] |
| 24.02.2013 | konkurs drużyn mieszanych  | Sara Takanashi | 101,5 m   | 132.0 pkt | 500.4 pkt    | 106,5 m   | 135.5 pkt | 510.6 pkt    | 1011.0 pkt  | 1.      | [ 14 ] |
| 24.02.2013 | konkurs drużyn mieszanych  | Taku Takeuchi  | 100,5 m   | 132.5 pkt | 500.4 pkt    | 101,5 m   | 133.7 pkt | 510.6 pkt    | 1011.0 pkt  | 1.      | [ 14 ] |
| 02.03.2013 | konkurs drużynowy mężczyzn | Reruhi Shimizu | 124,5 m   | 139.5 pkt | 557.2 pkt    | 118,5 m   | 121.2 pkt | 541.9 pkt    | 1099.1 pkt  | 5.      | [ 15 ] |
| 02.03.2013 | konkurs drużynowy mężczyzn | Noriaki Kasai  | 122,0 m   | 129.7 pkt | 557.2 pkt    | 131,0 m   | 144.7 pkt | 541.9 pkt    | 1099.1 pkt  | 5.      | [ 15 ] |
| 02.03.2013 | konkurs drużynowy mężczyzn | Daiki Itō      | 128,0 m   | 143.9 pkt | 557.2 pkt    | 130,5 m   | 139.9 pkt | 541.9 pkt    | 1099.1 pkt  | 5.      | [ 15 ] |
| 02.03.2013 | konkurs drużynowy mężczyzn | Taku Takeuchi  | 128,0 m   | 144.1 pkt | 557.2 pkt    | 127,0 m   | 136.1 pkt | 541.9 pkt    | 1099.1 pkt  | 5.      | [ 15 ] |

### Kombinacja norweska
| Data       | Konkurencja                     | Zawodnik       | Skok      | Skok      | Skok    | Skok   | Bieg    | Bieg    | Wynik łączny | Miejsce | Źródła        |
| Data       | Konkurencja                     | Zawodnik       | Odległość | Punkty    | Miejsce | Strata | Czas    | Miejsce | Wynik łączny | Miejsce | Źródła        |
| ---------- | ------------------------------- | -------------- | --------- | --------- | ------- | ------ | ------- | ------- | ------------ | ------- | ------------- |
| 22.02.2013 | Zawody indywidualne HS106/10 km | Taihei Katō    | 101,0 m   | 116.4 pkt | 5.      | +0:37  | 29:00.9 | 18.     | 29:37.9      | 6.      | [ 16 ] [ 17 ] |
| 22.02.2013 | Zawody indywidualne HS106/10 km | Akito Watabe   | 95,0 m    | 103.4 pkt | 14.     | +1:29  | 28:20.2 | 10.     | 29:49.2      | 9.      | [ 16 ] [ 17 ] |
| 22.02.2013 | Zawody indywidualne HS106/10 km | Yoshito Watabe | 97,0 m    | 109.8 pkt | 7.      | +1:03  | 29:23.9 | 31.     | 30:26.9      | 16.     | [ 16 ] [ 17 ] |
| 22.02.2013 | Zawody indywidualne HS106/10 km | Hideaki Nagai  | 96,0 m    | 101.9 pkt | 17.     | +1:35  | 29:02.0 | 20.     | 30:37.0      | 18.     | [ 16 ] [ 17 ] |
| 28.02.2013 | Zawody indywidualne HS134/10 km | Taihei Katō    | 132,5 m   | 136.6 pkt | 5.      | +0:30  | 28:13.0 | 30.     | 28:43.0      | 13.     | [ 18 ] [ 19 ] |
| 28.02.2013 | Zawody indywidualne HS134/10 km | Akito Watabe   | 136,0 m   | 134.9 pkt | 8.      | +0:37  | 27:24.2 | 15.     | 28:01.2      | 4.      | [ 18 ] [ 19 ] |
| 28.02.2013 | Zawody indywidualne HS134/10 km | Yoshito Watabe | 131,5 m   | 137.8 pkt | 3.      | +0:25  | 28:12.4 | 29.     | 28:37.4      | 12.     | [ 18 ] [ 19 ] |
| 28.02.2013 | Zawody indywidualne HS134/10 km | Hideaki Nagai  | 129,5 m   | 126.4 pkt | 12.     | +1:11  | 26:54.1 | 7.      | 28:05.1      | 5.      | [ 18 ] [ 19 ] |
| 24.02.2013 | Zawody drużynowe HS106/4x5 km   | Yoshito Watabe | 99,5 m    | 122.7 pkt | 1.      | +0:00  | 15:00.1 | 7.      | 57:39.7      | 4.      | [ 20 ] [ 21 ] |
| 24.02.2013 | Zawody drużynowe HS106/4x5 km   | Taihei Katō    | 98,0 m    | 122.9 pkt | 1.      | +0:00  | 14:41.3 | 7.      | 57:39.7      | 4.      | [ 20 ] [ 21 ] |
| 24.02.2013 | Zawody drużynowe HS106/4x5 km   | Akito Watabe   | 101,5 m   | 122.8 pkt | 1.      | +0:00  | 13:53.2 | 7.      | 57:39.7      | 4.      | [ 20 ] [ 21 ] |
| 24.02.2013 | Zawody drużynowe HS106/4x5 km   | Yūsuke Minato  | 87,0 m    | 99.1 pkt  | 1.      | +0:00  | 14:05.1 | 7.      | 57:39.7      | 4.      | [ 20 ] [ 21 ] |
| 02.03.2013 | Sprint drużynowy HS134/2x7.5 km | Taihei Katō    | 126,0 m   | 132,0 pkt | 2.      | +0:12  | 18:16.2 | 6.      | 36:10.4      | 4.      | [ 22 ] [ 23 ] |
| 02.03.2013 | Sprint drużynowy HS134/2x7.5 km | Akito Watabe   | 123,5 m   | 126,4 pkt | 2.      | +0:12  | 17:54.2 | 6.      | 36:10.4      | 4.      | [ 22 ] [ 23 ] |